# Poopó
Poopó é uma cidade da Bolívia, capital da província de Poopó no departamento de Oruro. Está localizada a 3.924 metros de altitude:
- Latitude: 18º 22' Sul
- Longitude 66º 58' Oeste